# Shin'ya Fujiwara
Shinya Fujiwara (藤原 新也 Fujiwara Shin'ya?, 4 de marzo de 1944 en Moji-ku, Kitakyūshū) es un fotógrafo japonés.